# Discos Peerless
Fábrica de Discos Peerless, S.A. de C.V., conocida como Discos Peerless, fue la primera y más importante empresa fonográfica mexicana por décadas, fue fundada en el año de 1933, por Gustavo Klinckwort y Eduardo Baptista; fabricante y productora musical de discos LP, casetes y CD con oficinas en la avenida Mariano Escobedo número 201, en la colonia Anáhuac, en la Ciudad de México, aunque inicialmente sus instalaciones se ubicaban en la zona de Tacubaya, en el entonces llamado Distrito Federal. Inició operaciones el 14 de agosto de 1933. Su marca Peerless se registró el 7 de abril de 1921, con el número 19263, por lo cual no puede ser usada con otros fines. A la fecha de este artículo, se encuentra desaparecida como tal, ya que fue absorbida por Edimusa Vander y posteriormente por Warner Bros.

## Primeras décadas

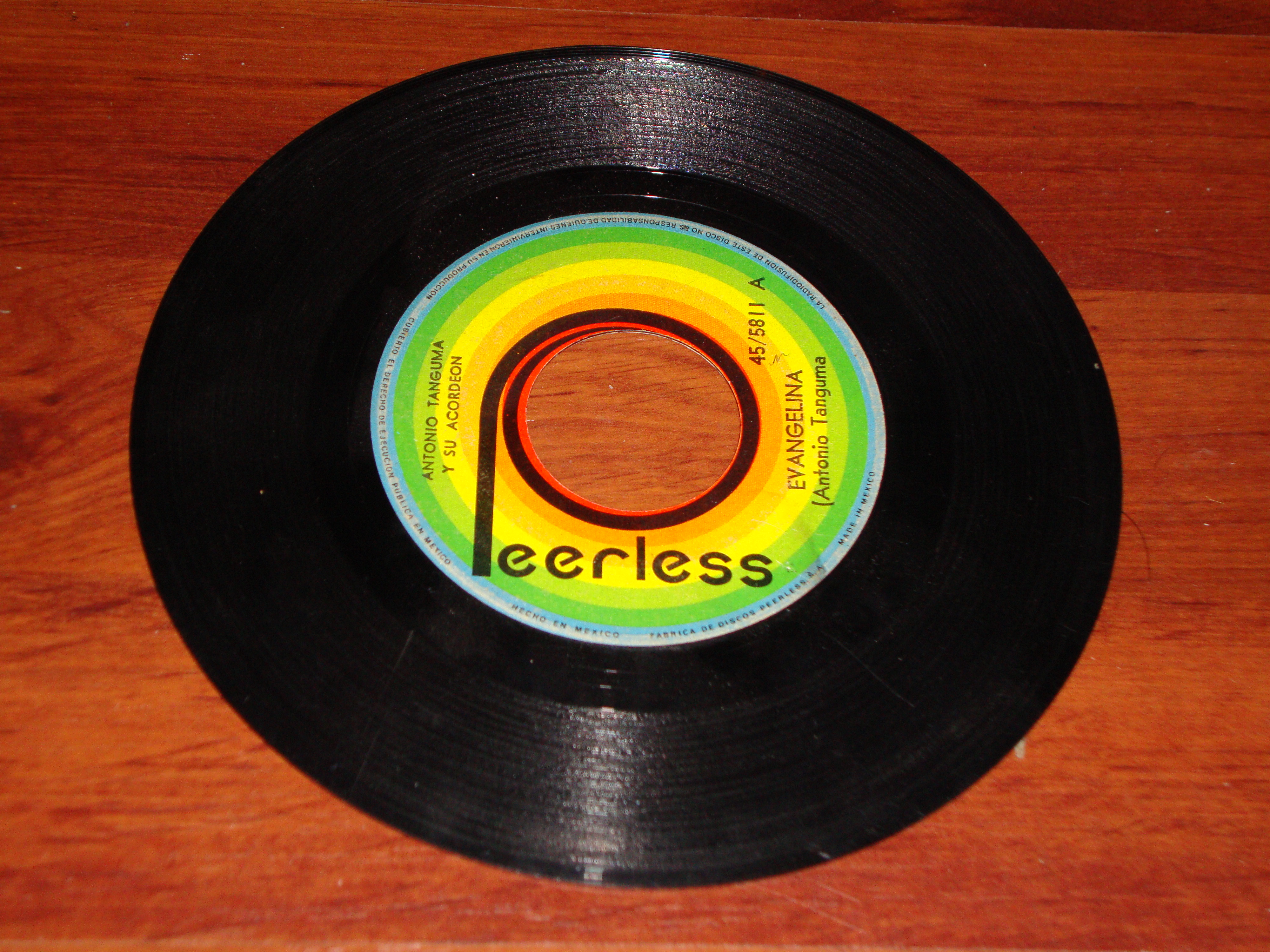
Disco Peerless

En 1933, las obras musicales en disco se elaboraban en los Estados Unidos, en donde se llevaba a cabo tanto la grabación como la manufactura. En ese año, el lunes 14 de agosto, la unión de dos empresarios, Gustavo Klinckwort y Eduardo Baptista, daría por resultado la creación de dos empresas bajo los nombres de Fábrica de Discos Peerless, S. de R. L. y Eduardo Baptista y Cía. S. de R. L., que iniciaron operaciones para dedicarse a la manufactura y venta, respectivamente.[cita requerida]
Eduardo Baptista y Cía. S. de R. L. se ubicó en la calle de Venustiano Carranza # 13, en la Ciudad de México, y daba a conocer su mercancía al público musicalizando temas de la época. Así también, en la calle de Gómez Pedraza # 38, en Tacubaya, se encontraban las primeras y limitadas instalaciones de Discos Peerless.[cita requerida]
Los años de sus inicios no ofrecieron los resultados esperados. Los fonógrafos, cuyo precio oscilaba entre los $ 150.00 y los $600.00, no estaba al alcance de las mayorías. Por otro lado, cuando se efectuaba alguna grabación, la fábrica debía detenerse para no mezclar ruidos; a pesar de estos y otros factores, la marca Peerless empezaba a ser conocida.[cita requerida]
Unos de los primeros grandes artistas que logró preservar Peerless en esos antiguos discos (cuya etiqueta original fue con sello negro y letras doradas), fue precisamente Agustín Lara, quien grabó por primera vez para dicha empresa de 1933 a 1935 su muy peculiar estilo como cantautor, ya que no hay registros de él más que como autor, acompañado en algunos temas con María Teresa Lara, su hermana. Asimismo, pasaron por los estudios de grabación Pedro Vargas, Toña la Negra, Luis Arcaraz y Juan Arvizu, así como la actriz Sofía Álvarez, todos ellos con temas que buscan los coleccionistas de esta faceta escasamente difundida y que la compañía nunca reeditó en LP o casetes, salvo en el caso de Lara, de quien lanzó al mercado un álbum en CD con las grabaciones que realizara en los años 30.[cita requerida]
En 1938, el conjunto de la provincia de Veracruz Los Trovadores Tlalixcoyanos grabaron la selección Camioncito Flecha Roja, de Elías Krayem Sánchez. De esta melodía se vendieron tres mil ejemplares, cantidad notable para la época, permitió financiar maquinaria más moderna. Así, la empresa pudo prensar y vender cinco mil discos de la polka El Barrilito en la interpretación de Los Hermanos Domínguez, integrado por los compositores chiapanecos Alberto, Abel y Armando (Chamaco) Domínguez, catalogándose como el primer éxito discográfico del país.[cita requerida]
No obstante la muy escasa tecnología existente en ese tiempo, la empresa siempre se caracterizó por su esfuerzo, y así la Agencia Víctor de Jalapa, envió un telegrama de felicitación[cita requerida] en el que reconocía la gran calidad de los discos, únicos grabados y fabricados en México, ya que los demás eran importados.[cita requerida]
El año de 1939 inicia la Segunda Guerra Mundial, generando escasez de materia prima, ahorro de energía eléctrica, hule, entre otras cosas. Así, los fundadores de la compañía oportunamente se proveyeron de materia prima en cantidades suficientes que permitieran seguir operando. Además, cuando el comprador entregaba discos inservibles, recibía una bonificación en sus facturas.[cita requerida] Estos discos se molían para volverlos a procesar, lo que representaba un ahorro considerable de materia prima.[cita requerida]
En 1940 surge a la popularidad, gracias a sus grabaciones, de Manolita Arreola con la canción “Chula”, de Juan S. Garrido, notable músico chileno que se destacó por sus profundos estudios del folclore mexicano. Fue autor de canciones como “Pelea de Gallos”. El triunfo de la intérprete sería refrendado más tarde con sus grabaciones de obras debidas a la inspiración de autores como Rafael Hernández Marín (El Jibarito) y Pedro Flores, entre otros: por ejemplo, “Serenata Tropical”, “Amor Perdido”, “Canción del Alma”, “Amor Chiquito”.[cita requerida]
Hacia el año de 1941, se construyen las primeras instalaciones mayores sobre la avenida Mariano Escobedo, ubicándose en el número 225.[cita requerida]
Todavía viviendo sus momentos álgidos la Guerra Mundial, en 1942, el tenor Julio Flores imprimía su personal versión de una composición del mismo Agustín Lara, “Cantar del Regimiento”, y también realizaba en la compañía sus primeras grabaciones Antonia del Carmen Peregrino, más conocida como Toña la Negra, logrando verdaderas creaciones de números como “Oración Caribe” y “Noche Criolla”, por mencionar algunas.[cita requerida]
Genaro Salinas hacía en 1943 su incursión en el mundo del disco con la canción “Corazón Dormido”, de Fernando Z. Maldonado. Más tarde, lograría popularidad con “Adiós para Siempre”, escrita por Gabriel Ruiz Galindo.[cita requerida]
El año 1944 marca el inicio de los sucesivos triunfos de Pedro Infante, grabando los temas “Mañana” y “Rosalía”. Esta grabación, al igual que las anteriores de Peerless, fue realizada bajo la supervisión de quien tenía a su cargo la dirección artística de la empresa, Guillermo Kornhauser, colocándole como figura de los discos en México y América Latina.[cita requerida]
Memoria de la participación del país en la Segunda Guerra Mundial fue descrita en la obra del doctor Roque Carbajo, “Al Patriótico 201”, dedicada a ese escuadrón de la Fuerza Aérea Expedicionaria Mexicana, que el dueto "Martín y Malena" que grabó como homenaje. Mientras tanto, la orquesta de los Hermanos Domínguez lograba buen éxito con su grabación de Ron y Coca Cola”. Igualmente, Luis Arcaraz, al frente de su orquesta, daba a conocer su éxito “As de Corazones”.[cita requerida]
Un gran paso se dio en la industria con la introducción del llamado acetato. Hasta estas fechas, las grabaciones se hacían directamente sobre un disco de cera, que debía ser tratado con mucho cuidado para seguir el proceso de hechura de los moldes. Ahora, esta primera impresión era plasmada en una pieza de aluminio recubierta con una capa de acetato, lo que proporcionaba una mayor consistencia. Simultáneamente se grababan dos acetatos, previendo cualquier posible daño que ocurriera a uno de ellos.[cita requerida]
En 1947, los fundadores de Peerless deciden separar sus relaciones. Baptista forma una nueva empresa llamada Panamericana de Discos, S. A., y con un nuevo equipo de colaboradores, por otra parte se cambia el tipo de sociedad y pasa de ser una sociedad de responsabilidad limitada (S. de R. L.) a ser una sociedad anónima (S. A.), constituyendo paralelamente Peerless de México, S. A., para la distribución de sus productos. Meses más tarde, esta última se trasladaría de la calle Venustiano Carranza a la avenida Mariano Escobedo # 201, local contiguo a la fábrica.[cita requerida]
La gerencia general estuvo a cargo del ingeniero Heinz Klinckwort; la gerencia de planta, Fritz Ulrich; la dirección artística, Guillermo Kornhauser quien, en la época anterior, solo asistía cuando había grabaciones y, como gerente de producción y mantenimiento, Carl E. O’Brien. Desde su fundación, Peerless de México, S. A., tuvo como gerente general a Leo Porias.[cita requerida]
Algunas de las grabaciones se realizaban fuera de la Ciudad de México, y desde Monterrey, Nuevo León, llegaron las primeras interpretaciones del acordeonista Antonio Tanguma, autor de polcas y redovas; como ejemplos, “Yolanda”, “Evangelina” y “Cerro de la Silla”.[cita requerida]
De los intérpretes surgidos de la radio, quienes pasaron por el estudio de Peerlees se encontraban Las Hermanas Águila, Cuco Sánchez, María Luisa Landín y Avelina Landín (Las Hermanas Landín) y Miguel Aceves Mejía.[cita requerida]
Guillermo Kornhauser acudía cotidianamente, después de sus labores en la compañía, a los pasillos de la estación de radio XEW-AM. Ahí se firmaron la mayoría de los contratos de grabación para la marca.[cita requerida]
El gerente general y sus directivos deseaban expandir el negocio hasta la internacionalización, por lo que, en 1951, se firma un contrato con la empresa Cetra, de Milán, Italia, mediante el cual esta se haría cargo de distribuir el producto de Discos Peerless en diversas partes del mundo, en tanto que, recíprocamente, Peerless fabricaría y vendería en México discos procedentes de grabaciones originales de Cetra.[cita requerida]
Un nuevo auge de la industria fonográfica lo encontramos en este mismo 1951, con la aparición en el mercado del disco de larga duración, que ofrecía varias ventajas técnicas: contenía cuatro selecciones en cada una de sus caras, por girar a 33 revoluciones por minuto en lugar de las 78, el material de que estaba hecho (vinilita) con características irrompibles y añadía el atractivo de su portada a colores. Así, a principios de 1952 ofrece sus primeros lanzamientos de este tipo, no obstante que todavía algunas personas veían con escepticismo la innovación.[cita requerida]
Para fines del mismo año, se presentan los primeros discos Peerless de 45 rpm, también irrompibles y con la ventaja de ser más manejables, por su pequeño tamaño.[cita requerida]
La atención del público era atraída principalmente por el género musical del bolero. Sin embargo, los géneros ranchero y tropical continuaban ocupando su lugar especial, y así surgen tres compositores que competirían entre sí con sus creaciones: José Alfredo Jiménez, Tomás Méndez y Cuco Sánchez, cuyas obras eran grabadas en la compañía por Pedro Infante, Lola Beltrán y los hermanos Juan y David Záizar.[cita requerida]
La empresa concentró dentro de sus producciones un extenso catálogo nacional y del extranjero, por lo que se podría considerar la empresa que concentrara gran parte del legado musical y cultural del país, grabando a los más reconocidos cantantes de diversas generaciones y estilos musicales- Uno de los primeros cantantes y más famosos que grabaron para la disquera fue Pedro Infante, y en la época de boleros y tríos, también a Agustín Lara, Pedro Vargas, Los Jaibos, Los Panchos, Los Tecolines, Lola Beltrán, Orquesta de Luis Alcaraz, e incluso algunos no tan reconocidos como Emilio Tuero, así entre muchísimos otros durante las décadas de los 30, 40 y 50. Así también se volvió la disquera de varias estrellas cubanas que grabaron exclusivamente para su sello, como Arturo Núñez, ya sea puramente con músicos cubanos o mexicanos y cubanos a la vez.[cita requerida]
Siguiendo sus planes de expansión, la empresa firma un contrato con la Verne Recording Corp., de Nueva York y Puerto Rico, y así se dieron a conocer aquí las grabaciones que realizaran Johnny Albino y su Trío San Juan con su éxito “Amor, qué Malo Eres”.[cita requerida]
En estas décadas su primer soporte eran los vinilos sencillos de 78 rpm y hacia 1956 utiliza el LP de 33 rpm y los de 45 rpm.[cita requerida]
Con el fin de dar a conocer la marca PEERLESS al sur de nuestras fronteras, el gerente de ventas realizó un viaje por varios países en 1958, iniciando relaciones con firmas como Palacio de la Música en Venezuela, Ónix del Ecuador y Chantecler del Brasil. Reciben del Ecuador las grabaciones del ecuatoriano Julio Jaramillo, destacando “Nuestro Juramento”, "Te Odio y Te Quiero”, “De Cigarro en Cigarro” y “Rondando tu Esquina”.[cita requerida]
El 5 de septiembre de 1959, se cierra el primer capítulo de la historia de la empresa con el fallecimiento de su fundador, Gustavo Klinckwort y, a partir de su desaparición, el ingeniero Heinz ocupó la presidencia de ambas compañías, sustituyéndolo en la gerencia general de fábrica el señor Fritz Ulrich.[cita requerida]
Ya para entonces, las dos prensas con que iniciara operaciones, aunque todavía seguían trabajando, se habían visto aumentadas a quince, entre las que destacaban las modernas prensas hidráulicas (en lugar de las mecánicas), pues siempre se quiso estar dentro de un nivel de calidad competitivo internacionalmente.[cita requerida]

## Años sesenta
En algunos países no se consideraba que México pudiera fabricar discos de calidad similar a la de sus lugares de origen, razón por la cual solo permitían que sus productos fueran importados directamente de ellos. Así, Discos Peerless introdujo y dio a conocer las etiquetas Polydor y Telefunken de Alemania y Montilla de España, así como la marca London, bajo la cual aparecían las grabaciones realizadas en Inglaterra por la compañía Decca. De aquí surgieron intérpretes como Caterina Valente, Werner Müller, Helmut Zacharias, Mantovani, Edmundo Ros, Stanley Black, Frank Chacksfield, Los Bravos, Los Machucambos, Tom Jones, Engelbert Humperdinck y Luciano Pavarotti.
Entre los diversos sellos discográficos con los cuales introduce Peerlees diferentes repertorios del extranjero se encontraban Tempo, Varsity, Parrot, Mercury de Estados Unidos, Silver de Colombia, Mico de Filipinas y Marvela de Puerto Rico entre muchas otras que, con diferentes artistas, lograron grandes impactos de popularidad. 
La organización de la empresa cambia cuando el Ing. Heinz Klinckwort toma a su cargo la Dirección Artística, siendo una de sus primeras contrataciones la del trío "Los Tecolines", que al paso del tiempo llevó a la popularidad la mayoría de sus grabaciones, como “Cerezo Rosa”, “Ana”, “Besos de Plata” y “Secreto Eterno”.
La tecnología sigue avanzando y ya para estas fechas el revolucionario descubrimiento de la cinta magnética es utilizado en las empresas más avanzadas, integrándola Peerless en sus laboratorios.
La empresa se caracterizó por ser la principal y más grande disquera del país por décadas, según las tendencias musicales y popularidad de música, integra a la más diversa cultura musical del país y el extranjero, e impone en el mercado éxitos que ahora son clásicos en la música nacional, durante las nuevas tendencias musicales de los años 60 rápidamente integra dentro de su repertorio a intérpretes del nuevo estilo musical de furor, el Rock & Roll teniendo dentro de su catálogo a Los Black Jeans después llamados Los Camisas Negras hacia 1958, y en la década siguiente a Los Sinners, Los Boppers, Los Ovnis, Los Baby's, Los Apson, entre otros, así para esta década ya tenía una fuerte competencia con las empresas disqueras, Discos Orfeón, Discos Musart, y la extranjera CBS Columbia, así como RCA Victor con las cuales rivalizaba, mismas que poseían catálogos de ritmos como el Rock & Roll que sirvió de impulso a Discos Musart, así la música de ranchero y romántico, Tropical para impulsar a CBS, en este último género, Peerless compite con una agrupación colombiana llamada La Sonora Dinamita que sería un hito de popularidad para la disquera.
En el año de 1963, es miembro fundador de la Asociación Mexicana de Productores de Discos Fonográficos (Amprodis), y a finales de esta década, comienza la fabricación de su catálogo en un nuevo soporte magnético llamado Casete en el cual rescata la música grabada de décadas anteriores aunada a la producida en la época.  Así dentro del furor del Rock & Roll lanza al mercado distribuciones de diversas empresas extranjeras de música en Rock & Roll , logrando conseguir en estas épocas la licencia del éxito de unos de los más grandes representativos de la época de la nueva ola hacia México en que lanza el álbum triple original en LP de los Rolling Stones bajo licencia de la británica The Decca Record Company y Discos London.
En la ciudad de McAllen, se estableció una marca de discos, "Falcon", cuyos productos principales fueron las grabaciones que en sus inicios realizaron Los alegres de Terán, Chelo Silva, Lydia Mendoza, así como las versiones en español de los éxitos del Hit Parade, esta representación la tuvo hasta 1968, año en que se constituyó en México Discos Falcon para fabricar y vender sus fonogramas.
“Peerless de México”, S. A., dedicaba buena parte de sus esfuerzos a la importación y venta de discos LP procedentes de otras latitudes; así, tenemos que un renglón muy significativo de esta fase del negocio lo representaban las grabaciones que realizó el pianista húngaro George Feyer para la marca Vox bajo los títulos de “Ecos de París”, “Ecos de Italia” y “Ecos de Viena”, colección que más tarde se vio incrementada con los “Ecos de Latinoamérica”, “Ecos de la Infancia” y “Ecos de Navidad”.
Siempre pensando en incorporar los grandes adelantos tecnológicos, Discos Peerless contrató a un destacado Ingeniero de Grabación extranjero para que criticara el sonido de sus discos. Cuando escuchó la grabación que el Mariachi México de Pepe Villa realizó de la polka “Rosas de Plata”, sus palabras fueron más o menos estas: 

"si con este equipo ustedes han logrado ese sonido, yo no podría superarlo"
Ingeniero extranjero contratado por Peerless

 Desde entonces, esa grabación se usó como referencia técnica maestra para grabaciones futuras.

## Años setenta
Hacia la década de 1970 integra dentro de su catálogo principalmente al género romántico, teniendo como figuras a Mario Pintor, Beatriz Adriana, Los Freddy's, Los Solitarios, Grupo Latino, Los Baby's, Los Bravos del Norte, Super Grupo Colombia, Los Potros y muchos más. La Amprodis cambia su nombre en 1971 por el de Asociación Mexicana de Productores de Fonogramas y Videogramas (Amprofon), en donde se comienza a incluir la leyenda impresa en las portada de "El disco es Cultura", y durante esta década entra en negociaciones con diversas empresas sudamericanas obteniendo un lugar provilegiado en comercialización musical. Su más fuerte alianza la tuvo a lado de la empresa colombiana Discos Fuentes, la cual concentra un gran catálogo en los géneros de salsa, porro, merengue, vallenato y cumbia grabadas por agrupaciones colombianas y venezolanas como Discos Palacio de la Música, y se convirtió prácticamente en la única empresa mexicana en lograr una alianza de negocio amplia (también con Industrias Fonográficas Victoria, aunque ya desde la década anterior tenía convenios, y es en esta época donde se consolida).
Durante esta década se crea la empresa Promociones y Ediciones Internacionales, S.A. (Predisa), fundada por el señor José Luis Vela y Gómez Lamadrid y dedicada a registrar las obras de diversos autores, principalmente para que las composiciones fueran grabadas por artistas del elenco Peerless, resaltando entre otras: "Cariño", éxito de Los Baby's; "Te vi llorando", de Marco Antonio Vázquez; "Sufrir", de Agustín Villegas, del grupo Los Solitarios, y los grandes éxitos: Caballo viejo, de Simón Pérez, y la internacional lambada ("Llorando se fue", de Ulises Hermoza).

## Años ochenta
Hacia los años 80 integra dentro de sus filas a varios grandes exponentes musicales de todos los géneros. Así, se tiene a Sylvia Tapia Alcázar (Prisma) y a Verónica Castro en pop, ranchero, balada y Cosmo Rock con el grupo Axis y su álbum Metamorfosis, tenía la competencia con hasta 20 empresas disqueras más y se hacía más difícil ya que el mercado de las grandes luminarias había sido acaparado por Discos Melody, Brambila , RCA Records, Ariola,  y EMI y más tarde Fonovisa, es así que Discos Peerless apostaría al mercado de música tropical de manera más agresiva aprovechando el hueco en alianzas con disqueras del sur y ahí es cuando se extenderían sus convenios con las empresas venezolanas Discos Velvet de Venezuela, Promoción del Sonido S.A. y Palacio de la música S.A. y del Perú El Virrey, Industrias Musicales S.A. y aunada a Discos Fuentes de Colombia, comercializa en el mercado mexicano a gran escala un extenso repertorio sudamericano de música tropical, sin duda, su grupo musical más vendido fue la agrupación colombiana La Sonora Dinamita, éxito que perduró después de su primer lanzamiento a finales de los 60's y desintegración a finales de esa misma década, volvería a ser formada dicha agrupación ante el éxito de reediciones de LP en México y sería traída al país de nuevo para ser la puerta para la entrada de un mayor número de agrupaciones sureñas, prácticamente, era la única empresa que comercializaba ese tipo de material en el país, a cambio de esto, en aquellos países sudamericanos, se fabricó y distribuyó en cada uno de esos países material de México del extenso catálogo de Discos Peerless, bajo los diversos sellos, así se pudo disfrutar en el sur del continente temas de Pedro Infante entre otros grandes, según fuera el país, las leyendas se mostraban impresas con leyendas como "Industria colombiana", "Industria venezolana" o "Industria peruana" en cada LP. Aparecían LP por ejemplo del sello Discos Peerless, fabricados por Industrial Sono Radio S.A.-Industria peruana, Industrias Eléctricas y Musicales Peruanas Odeon (Odeon, fábrica alemana, que se acoplaba a cada país según su ubicación, en este caso, "industria peruana", "Industria uruguaya", "industria brasileña" o "industria argentina", sea cual fuere el caso), etcétera.
Es así que en su 50 aniversario en 1983 bajo la dirección de su gerente general el ingeniero Jürgen Ulrich se lanza al mercado por primera vez reediciones de gran parte de su material discográfico en conmemoración, obteniendo un gran tiraje y volumen de ventas.
Precisamente en su 50 aniversario, Discos Peerless agrega un eslogan a su nombre: "Musicalmente hablando... Peerless"; mismo que aparece en todos los discos que la empresa produjo a partir del medio siglo de su fundación.
Apostando al género tropical, ingresan a sus filas agrupaciones mexicanas de música cumbia mexicana como Super Grupo Colombia, Chucho Pinto y sus Kassino, Guacharacos de Colombia, Nativo Show entre otros, ante el éxito arrasador de sus producciones, crea un par de series de LP y Casete de grandes ventas, la Tequendama de Oro a partir de principios de los 80's, Oye!, 16 éxitos tropicales en Cumbia y Bailando y Gozando con 16 éxitos tropicales, cada uno de ellos con diversos volúmenes, así llegan a México éxitos de Colombia y Venezuela teniendo el mayor volumen de ventas y en menor medida las provenientes del Perú ya que muchos temas del país andino, fueron regrabadas por agrupaciones colombianas y venezonalas bajo el sello de Discos Fuentes quien las distribuyó al norte, aunque también editó LP con agrupaciones peruanas que no alcanzaron el mismo volumen de las colombianas y venezolanas que predominaban por el estilo de cumbia en México de "aires de metal" a diferencia de la cumbia peruana que estilaba otro tipo de cumbia.
Ante el panorama de afianzarse dentro del catálogo extenso de música tropical, Discos Musart buscaba material con el cual competir ante el éxito avasallador de Discos Peerless, así pues encuentra la oportunidad con la apuesta de traer a México al mejor catálogo de música Salsa, así llega el primer LP más popular de Salsa de Musart, el llamado Salsa Colección Estelar en el año de 1988, con éxitos de Puerto Rico y República Dominicana entre otros países con salseros como Lalo Rodríguez, Eddie Santiago, Willie González, Frankie Ruiz y Germán Carreño, es aquí el punto de inflexión donde comienza el declive de la empresa, ya que mayoritariamente durante al menos los ocho años siguiente la Salsa se volvería más popular que los ritmos traídos por Peerless.
En la misma década de los años 80 se crea su subsidiaria Musicassette de Monterrey (MCM) más tarde en los 90 renombrada como Metro Casa Musical, disquera popular en los años 90.

## Años noventa
Hacia 1991, la empresa comienza la comercialización de su material en tres soportes: CD, LP y casete. Inicia su declive en el mercado mexicano, y ante la competencia de otras nacionales y las extranjeras, extiende sus series de discos tropicales a otros títulos como Bailables de Siempre y Tardeadas del Recuerdo, títulos que muestran que la empresa se ocupa a partir de estos años a comercializar casi únicamente material de las décadas anteriores que era demasiado amplia, dejando sin embargo sin reeditar muchos discos legendarios de rock and roll, lo que complica aún más la difícil situación de la empresa.[cita requerida]
La piratería en esta década comienza a permear el mercado, y hace perder a la industria formal parte del mismo, las grandes cadenas distribuidoras de discos que apoyaban a Peerless como la mexicana Discolandia comienzan a cerrar su gran cantidad de tiendas, y se abre la competencia en distribución a cadenas extranjeras como Tower Records, y las nacionales Mixup y Sanborns de Grupo Carso (del que formara parte Discolandia) de mayor capital, es así que estas empresas comienzan a acaparar las maquilas de CD y Casete de Peerless conservándolas en bodegas sin que se comercializaran de inmediato y aún más, al salir a comercializarse encarecían sus precios con respecto al de otras distribuidoras.
Hacia 1993 Peerless deja de producir LP como soporte y hacia alrededor de 1996 también deja de producir el Casete que respondían a las tendencias mundiales sobre el CD.
Hacia 1998 próxima a cumplir sus 70 años de existencia, la empresa entró en una crisis, que se mostraba en la disminución de producciones de nuevos talentos de renombre bajo su sello y menor volumen de comercialización, sin embargo encuentran un nuevo valor de la música Mexicana, y ponen sus esperanzas en este talento ya que reunía las características para despuntar sin lugar a dudas, José Cárdenas, quien en su primera producción y para satisfacción de Peerless, se coloca en las listas de popularidad entre las diez más tocadas en la radio Nacional, sin embargo no se da un seguimiento por las expectativas de venta y es así que en ese mismo año, el Grupo Editorial Edimusa/Vander Music comienza negociaciones y concluye la compra de la mítica empresa Discos Peerless, misma que realiza varios intentos por mantenerse como marca, incluso, trayendo al país a la "Reyna de la Technocumbia" del Perú Rossy War en 2001, para comercializar su material junto al de otra agrupaciones peruanas, sin embargo, no se obtuvo el éxito esperado en el país y se comercializó su material hacia los Estados Unidos donde tuvo una mayor acogida.
Singularmente, las tiendas de discos formales, aún comercializan material de Peerless grabados desde 1993 hasta 2003 en soporte de CD que fueron los últimos maquilados por la fonográfica.

## Años 2000

### 2001
Debido a sus problemas financieros, no obstante el gran valor de su catálogo musical, se realiza la venta de la empresa a la estadounidense Warner Music Latina, una empresa de Warner Music Group que es la que comercia ahora dicho catálogo a nivel nacional e internacional.
En 2002, es cuando la marca de la ya desaparecida empresa se transforma a "Peerless-MCM", únicamente como marca, puesto que la maquila y licencia la realiza Warner Music, así en conmemoración, lanza al mercado la serie llamada 70 Años Peerless Una Historia Musical con portadas monocromáticas, de prácticamente todos los grupos y cantantes que fueron catálogo de la extinta empresa fonográfica por segunda vez como en 1983. Peerless-MCM nació cuando Peerless se fusionó con su subsidaria, la también desaparecida disquera MCM (Metro Casa Musical).[cita requerida]
Desde ese año a la fecha, no se han vuelto a producir más CD de la serie 70 Años Peerless Una Historia Musical solo las que se produjeron en el año 2003, remanentes de su maquila que aún hoy se comercializan; en ese mismo año la cantante mexicana Nadia graba su primer disco homónimo, y en el 2004 presenta el disco titulado Contigo Sí, producido por Peerless-MCM.[cita requerida]
En 2008 se comenzó a comercializar la nueva "Serie Diamante, 75 años de Discos Peerless" con una serie de CD de diversos artistas de su catálogo y en algunos casos compilaciones de 5 CD de un mismo artista, ya bajo el sello Warner Communications.[cita requerida]
En 2009 Se lanza la serie "Las Estrellas de la Música Mexicana, Edición Limitada" compuesta de 16 Discos de los Artistas más Reconocidos como es el Volumen 1 "Pedro Infante" también destacan Juan Mendoza "El Tariácuri", Banda Pequeños Musical, Lola Beltrán, Lucha Villa, David Zaizar entre otros más.[cita requerida]
En 2013 se lanza la colección de "80 Aniversario Peerless, donde comienza la música grabada en México" donde se empiezan a publicar discos de gran parte de artistas de todos los tiempos, teniendo como algunos ejemplos: Pedro Infante, David Zaizar, Lola Beltrán, Miguel Aceves Mejia, Lucha Villa, etc., teniendo en cuenta la ilustración en color sepia dándole un tono más coleccionable. Y en la imagen del disco una imagen de un LP, igualmente dándole una buena ilustración.
Desde la fecha de su desaparición como empresa física, la marca Peerless-MCM ha comercializado un reducido catálogo del amplio que posee la controladora estadounidense, enfocándose particularmente a la explotación del catálogo prioritario para la empresa, la grabada por el ídolo de México, Pedro Infante, que fue el motivo porque el que se compró a Peerless por Warner.[cita requerida]

## Artistas
Artistas que han grabado para Discos Peerless:
- Agustín Lara[1]
- Amalia Macías[6]
- Amparo Montes
- Estudiantina de la Universidad Benito Juárez de Oaxaca
- Ángel Infante
- Avelina Landín
- Afrosound
- Beatriz Adriana
- Baby Batiz
- Banda Pequeños Musical
- Banda Machos
- Carmen Cardenal
- Caballo Dorado
- Celia Cruz
- Celso Piña
- Carmen del Real
- Conjunto África
- Cuco Sánchez
- Dalia Inés
- David Záizar
- Dueto Azteca
- Enrique Guzmán
- Edilberto Nuñez
- Esmeralda
- Genaro Salinas
- Grupo Fantasma
- Grupo Latino
- Grupo Pesado
- Guacharacos de Colombia
- Hueco (banda)
- Hermanas Águila
- Hermanos Michel
- Irma Dorantes
- Jorge Domínguez Y Su Grupo Súper Class
- Julio Mau
- Julio Jaramillo
- La Panchita
- La Prieta Linda
- La Sonora Dinamita
- La Sonora Matancera
- La Torcacita
- Lalo Guerrero
- Lola Beltrán
- Los Acosta
- Los Apson
- Los Baby's
- Los Boppers
- Los Broncos De Reynosa
- Los Brujos Del Son
- Los Camisas Negras
- Los chicos del barrio (banda)
- Los Continentales
- Los Freddy's
- Los Ovnis
- Los Xochimilcas
- Los Halcones De Salitrillo
- Licha torres
- Los Sinners
- Lucho Argain
- Lupe Mejía «La Yaqui»
- Lupe Silva
- Luis Arcaraz y su orquesta
- Lydia Fernández
- Manolita Arriola
- Margarita la Diosa de la Cumbia
- María de Lourdes
- María Duval
- Marilú
- Martha Triana
- Margarita La Diosa De La Cumbia
- María Luisa Landín
- Nadia
- Guillermo Rocha
- Mariachi Vargas de Tecalitlán
- Saxon (bajo licencia de Carrere Records)
- Ricardo Galaz

- Pedro Infante[8][1]
- Pedro Vargas[1]
- Raúl Serrano
- The (St. Thomas) Pepper Smelter
- Toña la Negra[1]
- The Rolling Stones (bajo licencia de Decca)

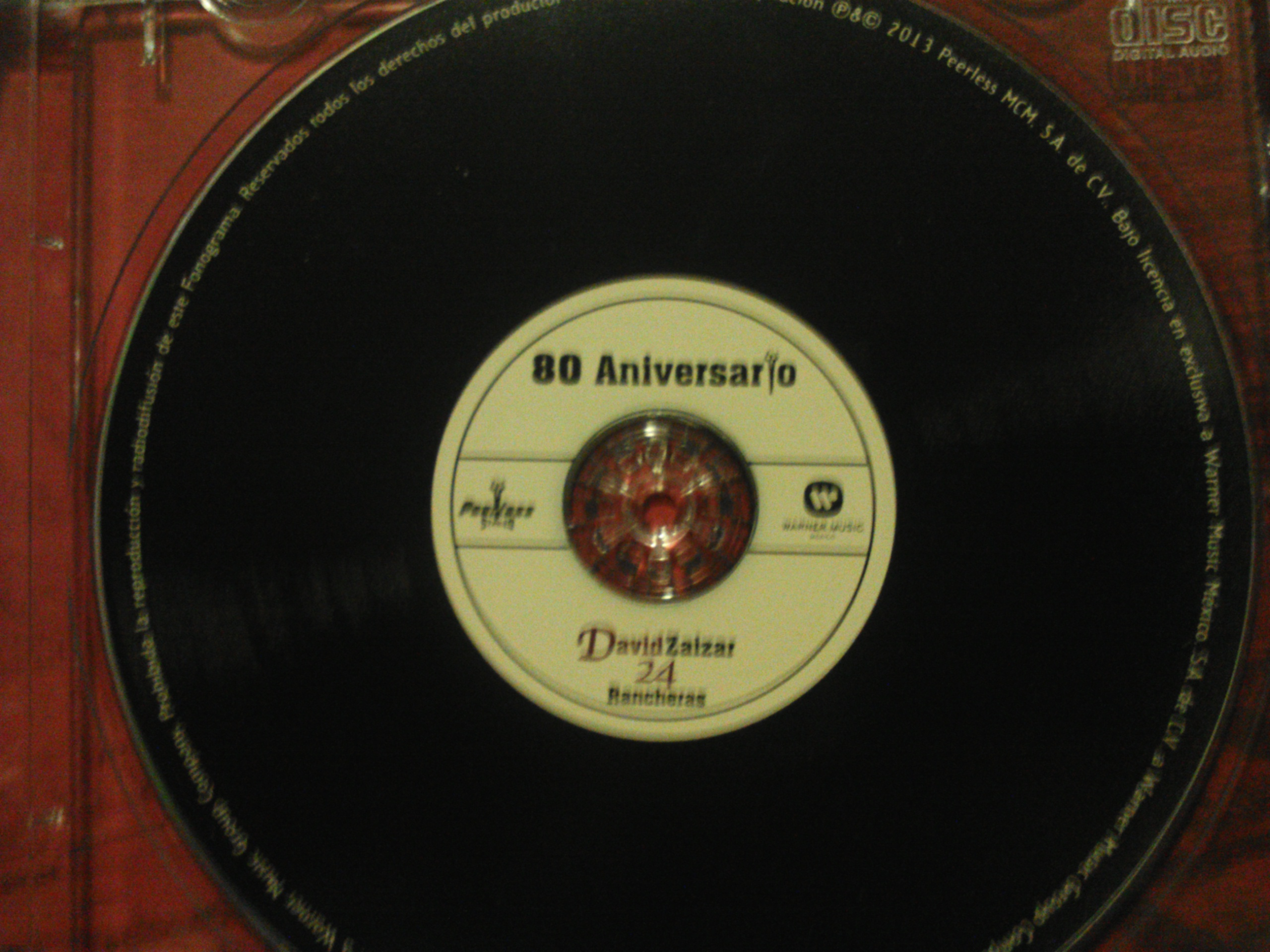
Diseño del disco Peerless del 80 aniversario.

- The Champs
- Tigrillos (grupo musical)
- Three Souls In My Mind
- Verónica Castro